# Jesús Ramón Martínez de Ezquerecocha Suso
Jesús Ramón Martínez de Ezquerecocha Suso (Jungaitu, 31 augustus 1935 - Vitoria-Gasteiz, 16 februari 2013) was een Spaans rooms-katholiek geestelijke. Hij was van 1994 tot 2008 bisschop van het bisdom Babahoyo in Ecuador. 

## Biografie
Jesús Ramón Martínez de Ezquerecocha Suso werd tot prister gewijd op 9 augustus 1959 en vertrok als missionaris naar Zuid-Amerika. Van 1980 tot 1982 was hij apostolisch administrator in het bisdom Machala.
Paus Johannes Paulus II benoemde hem op 28 juni 1984 tot prelaat van Los Ríos in Ecuador. De emeritus-prelaat van Los Ríos, Victor Garaygordóbil Berrizbeitia, wijdde hem tot bisschop op 15 oktober 1994. Op 22 augustus 1994 had paus Johannes Paulus II de territoriale prelatuur Los Rios opgewaardeerd tot bisdom Babahoyo, waarvan Martínez de Ezquerecocha dus de eerste bisschop werd. 
Na zijn terugtredingsverzoek om gezondheidsredenen, ingewilligd door paus Benedictus XVI op 27 maart 2008, keerde hij naar Spanje terug en bleef zijn laatste jaren als zielenherder actief.